# Обсерваторія плато Чайнантор
Обсерваторія плато Чайнантор (англ. Llano de Chajnantor Observatory) — це назва масиву астрономічних обсерваторій, розташованих на висоті понад 4800 м.н.м. у пустелі Атакама на півночі Чилі. Адміністративно обсерваторія розташована у регіоні Антофагаста приблизно за 50 км на схід від міста Сан-Педро-де-Атакама. Надзвичайно аридний клімат місцевості та великі висоти  не привітні для людини, але створюють чудові умови для астрономії на міліметрових, субміліметрових та інфрачервоних хвилях середнього діапазону. У більш вологому кліматі водяна пара поглинає та гасить субміліметрове випромінення. Плато Чайнантор є домівкою для найбільшого та найкоштовнішого в світі проекту астрономічного Телескопу — ALMA. Урядом Чилі плато Чайнантор та навколишній території було надано статус Чайнанторського наукового резервату  (ісп. Reserva Científica de Chajnantor).

## Опис території
Плато Чайнантор розташовано на західному боці Пуна-де-Атакама, що є альтернативною назвою для південної частини Альтіплано. Головний хребет Анд розташований більш ніж за 200 км на схід, далеко вглиб Аргентини. Долина Салар-де-Атакама межує з Пуна-де-Атакама, яка в свою чергу межує з Кордильєра-Домейко. Західна сторона Пуна-де-Атакама вкрита вулканами Центральної вулканічної зони Андійського вулканічного поясу. Саме́ плато Чайнантор межує з вулканічними піками комплексу Пуріко, який був активний у голоцені, але в історичні часи вивержень не було. Лавовий купол Серро Чайнантор розташований на північ від плато, Серро Ель Часкон — на схід, а менші куполи й піки — на південь та захід. Пампа ла Бола лежить на північний схід, на північ від Серро Ель Часкон та схід від Серро Чайнантор. Плато Чайнантор має середню висоту 5000 метрів над рівнем моря, а Пампа ла Бола — 4 800 м.н.м. Розріджена атмосфера на цій висоті настільки важка для людини, що основна робота з ALMA буде здійснюватись з базового табору у долині Салар-де-Атакама, розташованого на висоті близько 2 900 м.н.м.

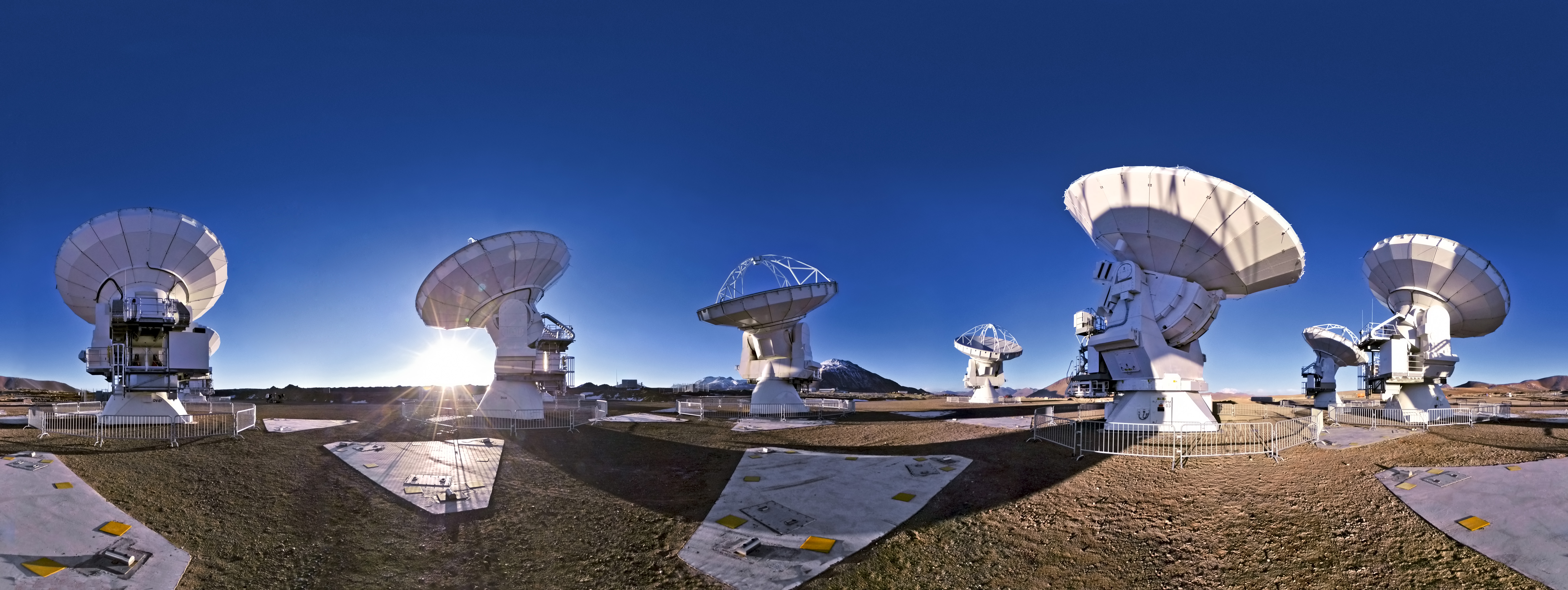
360-градусна панорама плато Чайнантор

Щорічні опади на плато складають всього 100 мм. Таким сухим кліматом плато завдячує трьом факторам: дощовим тіням Анд та Чилійського прибережного хребта, інверсії температури, яку створює Перуанська течія над морем поблизу узбережжя Чилі, та сухому повітрю, яке спускається між коміркою Гадлі та коміркою Феррела, яка формує напівпостійний антициклон Саут Парифік Хай (англ. South Pacific High). Хоча плато здебільшого сприймається як частина пустелі Атакама, насправді воно належить до екорегіону Центральноандійська суха пуна. Плато Чайнантор розташовано на однаковій широті з пустелями південної Африки та центральної Австралії.

## Телескопи

### Телескопи на плато Чайнантор

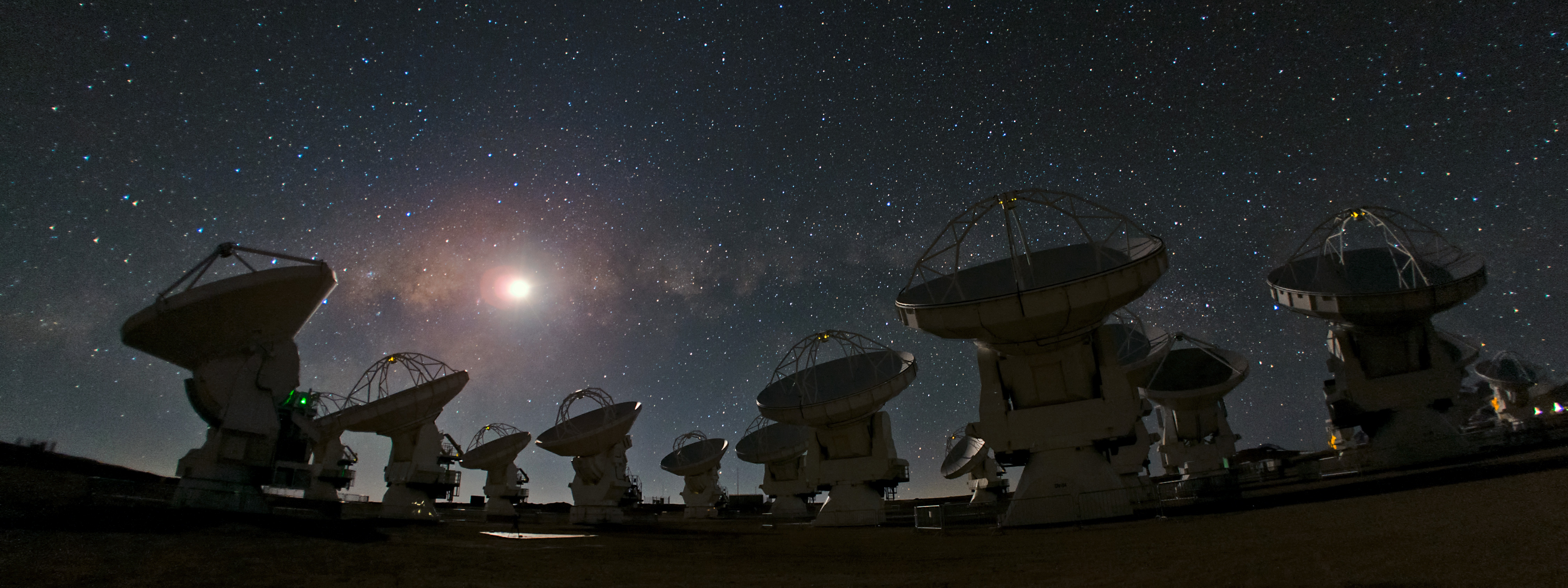
ALMA

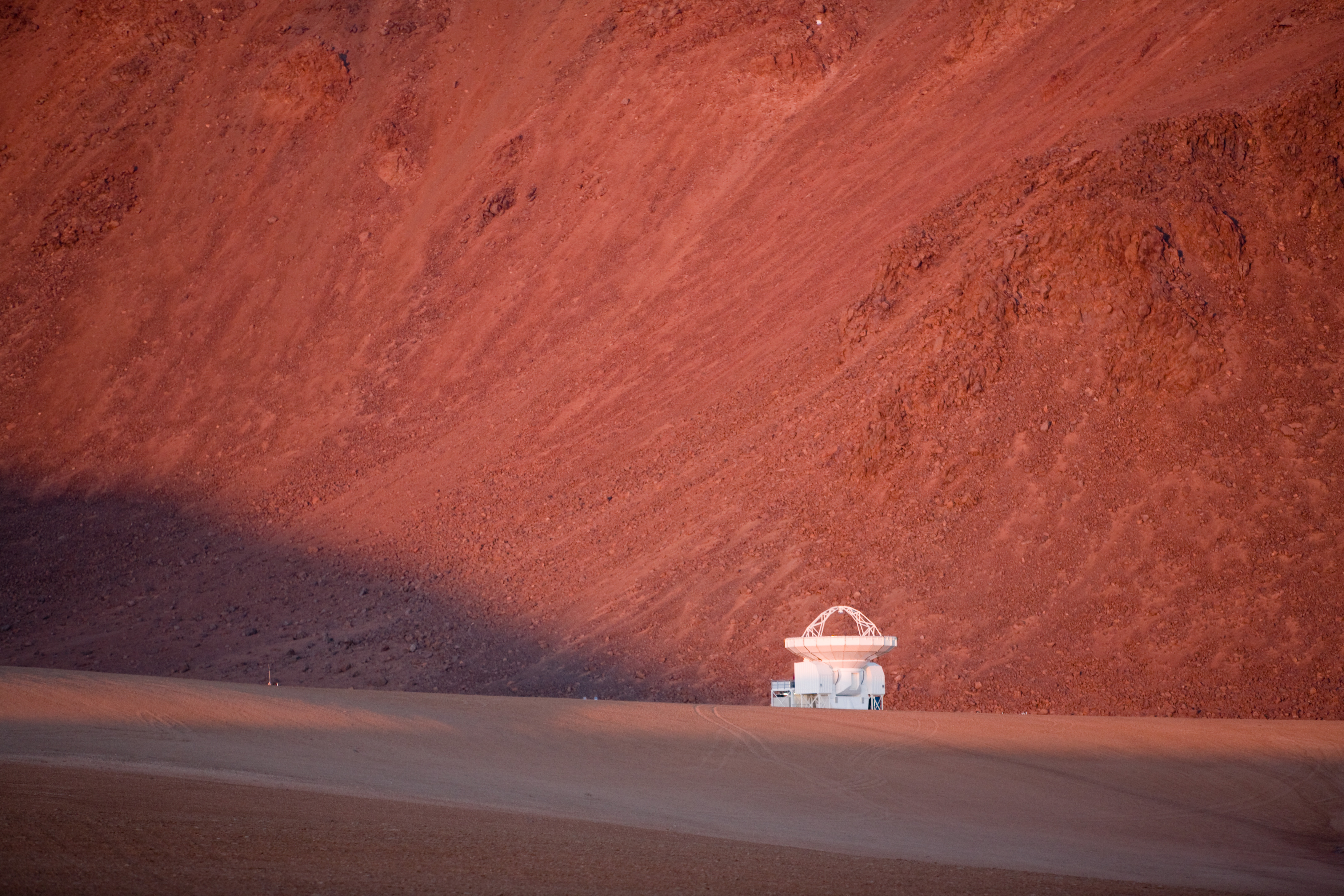
Atacama Pathfinder Experiment (APEX), 12-метровий телескоп на новій технології в експлуатації з 2005 р.

- ALMA (Атакамський великий мілліметровий масив) — це великий радіотелескопний інтерферометр на плато Чайнантор, який складається з 54-х 12-метрових та 12-ти менших параболічних антен. Через високу проектну вартість (понад $1,3 мільярди), ALMA був розроблений та експлуатується консорціумом за головування Національної обсерваторії радіоастрономії та Європейської південної обсерваторії, які самі є консорціумами[7]. Масив перебуває у повноцінній експлуатації з жовтня 2013 р.
- Atacama Pathfinder Experiment (APEX) — це 12-метровий субміліметровий радіотелескоп, встановлений 2005 р. Він був прототипом антен ALMA та експлуатується консорціумом на чолі з Інститутом радіоастрономії Макса Планка[8]

### Телескопи на Пампа ла Бола
- Атакамський субміліметровий телескопний експеримент (англ. Atacama Submillimeter Telescope Experiment, ASTE) — 10-метровий субміліметровий телескоп, створений Mitsubishi Electric. Він був раннім прототипом для антен ALMA та експлуатується консорціумом на чолі з Національною астрономічною обсерваторією Японії. Він був збудований в Японії 2000 року та 2002 року переміщений до Чилі, де почав регулярні спостереження 2004 року[9].
- Обсерваторія NANTEN2 — це 4-метровий міліметровий радіотелескоп, який експлуатується консорціумом на чолі з Кельнським університетом. 2004 року він був переміщений з обсерваторії Лас-Кампанас, де працював з 1995 р.[10]

### Телескопи на оточуючих піках

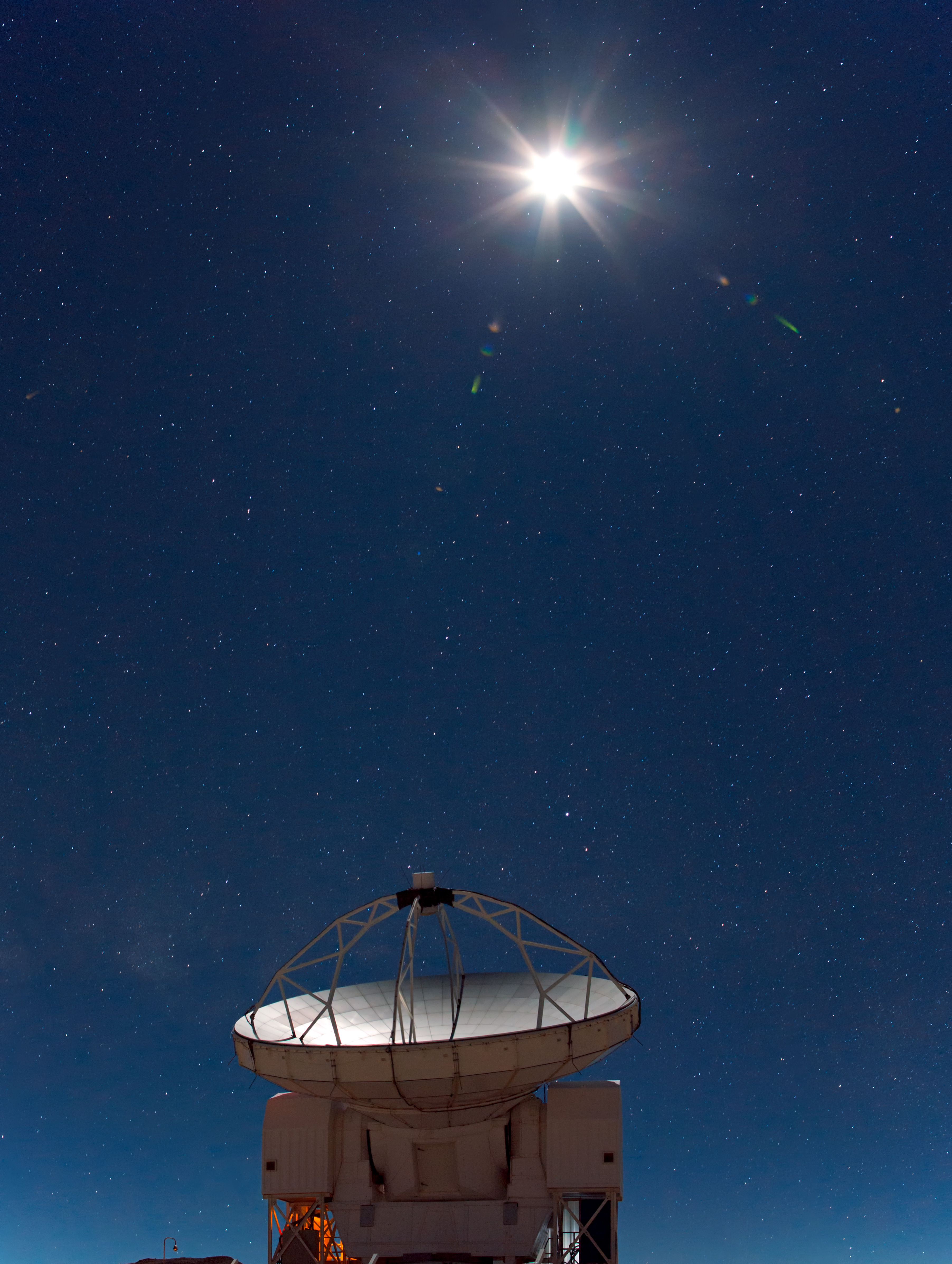
APEX під Місяцем. Зоряна ніч на плато Чайнантор у Андах

- Атакамський космологічний телескоп (англ. Atacama Cosmology Telescope, ACT) — це 6-метровий грегоріанський телескоп, призначений для дослідження неба на мікрохвильових довжинах хвиль. Він був встановлений на західній стороні Серро Токо 2007 року та експлуатується консорціумом на чолі з Принстонським університетом.[12]
- Атакамська обсерваторія Токійського університету (англ. University of Tokyo Atacama Observatory, TAO) — це планований 6,5-метровий оптичний та інфрачервоний телескоп на Серро Чайнантор, розташованому поруч на північ від плато Чайнантор. Тестова обсерваторія, мініminiTAO, з 1-метровим телескопом, була відкрита 2009 р. та стала найвищою постійною астрономічною обсерваторією  світу.[13]
- Атакамський телескоп Серро Чайнантор (англ. Cerro Chajnantor Atacama Telescope, CCAT) — це планований 25-метровий радіотелескоп на субміліметрових хвилях, який буде розташований на Серро Чайнантор поблизу ТАО. Спочатку він мав назву «Cornell Caltech Atacama Telescope», зараз на сайті проекту він називається за акронімом — CCAT. Завершення будівництва очікується 2020 року[14].
- Телексоп Хуан Тран (англ. Huan Tran Telescope, HTT)[15] — частина проекту з виміру поляризації реліктового випромінювання[16]. Це 3,5-метровий грегоріанський телескоп, до якого приєднане обладнання експерименту POLARBEAR, а саме масив болометрів, охолоджених до температури менше 1 Кельвіна. HTT був спочатку встановлений для тестування на місці розташування CARMA у 2010 р. та переміщений на поточне місце на Серро Токо поблизу ACT у 2011 і запущений в експлуатацію 2012 року[17]. Телескоп створений консорціумом на чолі з Університетом Каліфорнії (Берклі).

### Колишні та тимчасові телескопи
- QU Imaging Experiment Telescope (QUIET) був трьохелементним радіотелескопним масивом, створеним для виміру поляризації реліктового випромінювання. Телескопи мали особливий незвичний дизайн Міцугуші-Драгон (Mizuguchi-Dragone) та були оснащені дуже чутливими болометрами. Проект під керуванням Чиказького університету у 2009–2011 роках використовував потужності масиву CBI.[18]
- Cosmic Background Imager (CBI) був радіотелескопним інтерферометром, створеним для виміру інтенсивності та поляризації реліктового випромінювання. Він працював на тринадцяти 90-сантиметрових антенах між 1999 та 2006 роками, а потім — до 2008 — з 1,4 метровими антенами. Потім потужності CBI використовувались експериментом QUIET[19].
- Millimeter-wave Interferometer (MINT) був гетерогенним чотирьох-елементним масивом, який був створений для виміру реліктового випромінювання та працював на схилах Серро Токо наприкінці 2001 року. Цей інструмент-прототип складався з двох 30-сантиметрових та двох 45-сантиметрових рефлекторів Кассегрена[20].
- Mobile Anisotropy Telescope (MAT, або MAT/TOCO) був 80-сантиметровим телескопом, створеним для виміру анізотропії реліктового випромінювання. Спочатку він розташовувався у гондолі повітряної кулі експерименту QMAP, а на схилах Серро Токо працював наприкінці 1997 та наприкінці 1998[21].